# 宋龙台
宋龙台（1952年9月20日—），韩国男演员。现任青江文化产业大学兼任教授。

## 演出作品

### 电视劇
- 2001年：KBS《太祖王建》飾 洪儒
- 2002年：KBS《張禧嬪》飾演 福善君
- 2003年：KBS《武人時代》飾演 李紹膺
- 2005年：MBC《第五共和國》飾演 白雲澤
- 2006年：KBS《首爾1945》飾演 许歌谊
- 2006年：KBS《大祚荣》飾 唐太宗
- 2008年：KBS《最強七迂》飾演 朴明元
- 2009年：KBS《千秋太后》飾演 毛佛羅
- 2010年：KBS《自由人李会荣》飾演 高宗李熙
- 2010年：KBS《巨商金萬德》飾演 高锡柱
- 2010年：KBS《逃亡者Plan.B》飾演 牧師
- 2011年：KBS《近肖古王》飾演 慕容皝
- 2011年：KBS《广开土太王》飾演 故国壤王高伊连
- 2011年：MBN《What's up》
- 2012年：MBC《武神》飾演 窝阔台
- 2012年：MBC《馬醫》
- 2015年：KBS《鄭道傳》飾演 裴克廉
- 2015年：MBC《女王之花》
- 2015年：tvN《隱藏身份》飾演 柳東俊
- 2016年：tvN《Dear My Friends》飾演 劉政哲
- 2016年：MBC《獄中花》飾演 昭格署提調
- 2018年：OCN《客：The Guest》飾演 金路錫

### 电影
- 1990年：《真由美》
- 1991年：《開闢》
- 2003年：《TUBE》
- 2004年：《筆仙》
- 2005年：《公共的敵人2》
- 2008年：《電影還是電影》